# Agrostis rossiae
Agrostis rossiae är en gräsart som beskrevs av George Vasey. Agrostis rossiae ingår i släktet ven, och familjen gräs. Inga underarter finns listade i Catalogue of Life.